# Barsuk Records
Barsuk Records, kurz Barsuk (rus. Dachs), ist ein Independent-Label aus Seattle, USA, welches 1994 von Christopher Possanza und Josh Rosenfeld der Band This Busy Monster gegründet wurde. Ihr Logo zeigt einen Hund mit einer Schallplatte im Mund. Dies soll ein Hinweis auf den Namensgeber, Possanzas schwarzen Labrador, sein. Das Label ist vor allem durch Veröffentlichungen der Bands Death Cab for Cutie und Nada Surf bekannt geworden.

## Künstler
Folgende Künstler waren oder sind bei Barsuk unter Vertrag
- Abigail Grush
- All-Time Quarterback
- Aqueduct
- Aveo
- Chris Walla
- Death Cab for Cutie
- Harvey Danger
- Jessamine
- Jesse Sykes & The Sweet Hereafter
- Jim Noir
- John Vanderslice
- Kind of Like Spitting
- Little Champions
- Maps & Atlases
- Mates of State
- Menomena
- Nada Surf
- Pea Soup
- Rilo Kiley
- Rocky Votolato
- Smoosh
- Starlight Mints
- Sunset Valley
- The Long Winters, mit John Roderick
- The Prom
- The Revolutionary Hydra
- They Might Be Giants
- This Busy Monster
- Travis Morrison
- Viva Voce
- What Made Milwaukee Famous

## Distributionsverträge
Barsuk Records hat Distributionsverträge mit
- ADA/WEA (USA)
- Border Music Distribution (Schweden)
- Carrot Top Distribution (USA)
- Choke Distribution (USA)
- Disc Medi (Spanien)
- Indigo (Deutschland)
- Ixthuluh Music (Österreich)
- Munich Records (Benelux-Staaten)
- Outside Music (Kanada)
- Rec Rec (Schweiz)
- Revolver Distribution (USA)
- Self Distribuzione (Italien)
- Southern Records (USA)
- Stomp (Australien)
- Töölön Musiikkitukku (Finnland)